# Participation électorale

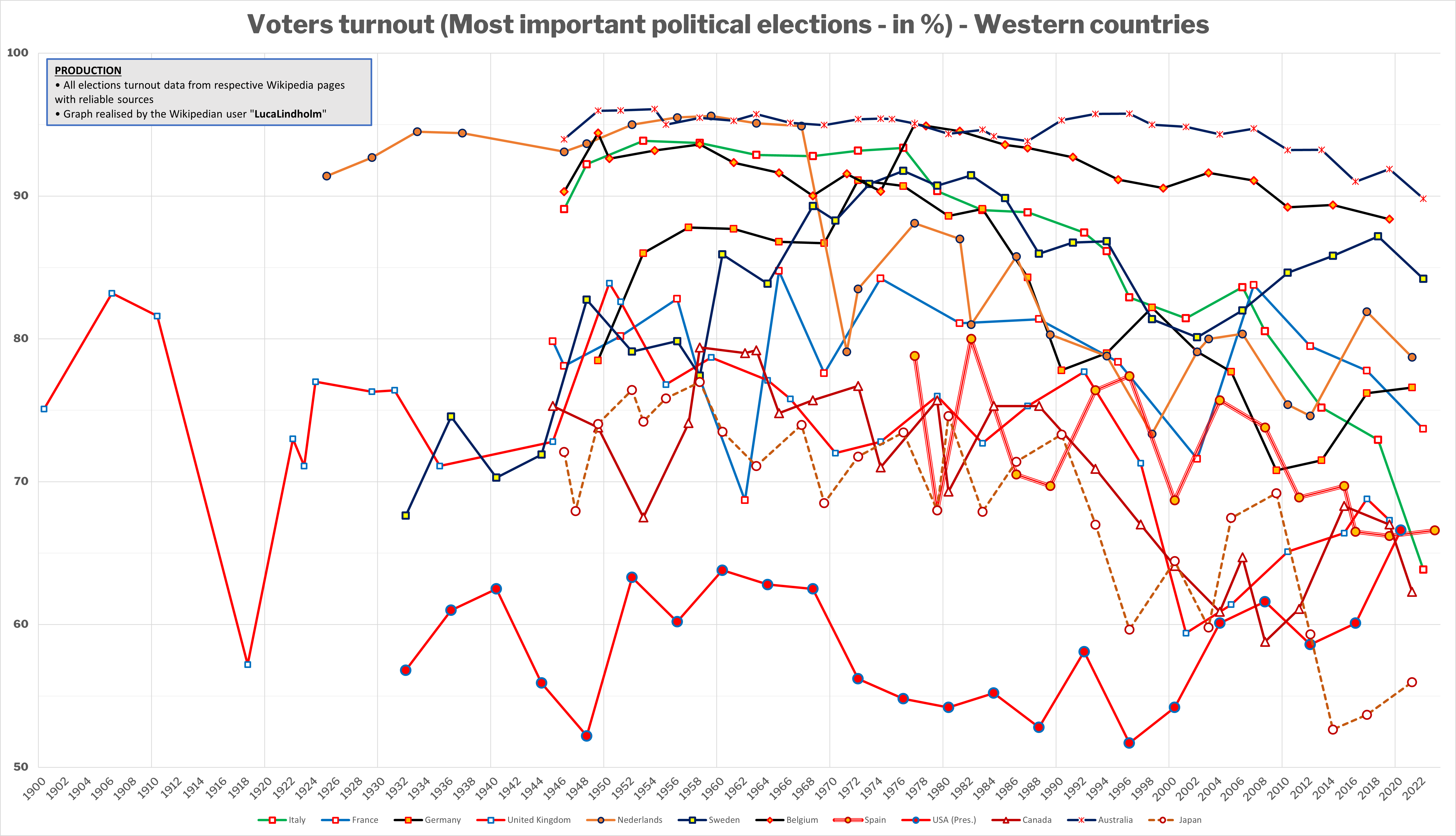
Taux de participation aux élections (en %) - Pays occidentaux (depuis 1900-1945)

La participation électorale est la proportion d'électeurs ayant choisi de voter plutôt que de s'abstenir. Quand les chiffres des différentes catégories sont disponibles, la participation est aisément exprimée au moyen du pourcentage de votants par rapport aux personnes susceptibles de le faire et ayant donc le droit de vote, ou plus précisément par rapport aux inscrits sur les listes électorales. Ces pourcentages peuvent être calculés au moyen de sondages de la même façon ou en même temps que le sont les intentions de vote: des pronostics ou hypothèses de « participations électorales » ciblant des catégories d'électeurs (politiques, socio-professionnelles, géographiques) peuvent ainsi précéder ou accompagner les élections en complément de statistiques officielles.

## La participation dans le monde depuis 1945
La pratique liste électorale n'existe pas partout dans le monde, ou si elle existe n'a pas toujours la fiabilité des listes dressées dans les pays à système représentatif ancien. Aussi est-il nécessaire, pour comparer l'ensemble des pays du monde, de recourir à une autre méthode. À cet effet, seule la population en âge de voter et, si les ressources statistiques le permettent, ayant le droit d'exercer ce suffrage, permet de le faire.
Si on ne écarte les pays dictatoriaux, ou à parti unique, ou simplement opprimant périodiquement ses opposants, les différents pays du monde pouvant librement exercer le droit de vote ont largement divergé les uns des autres depuis la fin de la Seconde Guerre mondiale. L'ouverture à la démocratie occidentale de l'Europe orientale consécutive à la chute de l'Union soviétique vit dans un premier temps un raz de marée civique. Dans le même temps, de nombreux pays d'Afrique s'ouvraient à un minimum de démocratie. Mais cet âge d'or de la participation électorale s'effrita très vite dans chacune de ces deux zones. Moins cependant en Europe de l'Est qu'en Afrique, où la participation est presque partout passée en dessous des 50% de la population électorale potentielle. Il faut ajouter à ce continent une zone adjacente, faite des pays musulmans jusqu'au Pakistan, mais sans la Turquie, qui relève d'un autre système, celui de l'Asie centrale, à pays sinon dictatoriaux, du moins autoritaires et népotiques, dans lesquels la participation est bonne mais où les conditions d'exercice du droite de vote sont assez éloignées de ce que connaît l'Occident.
Une seule source statistique traite de la participation électorale dans le monde depuis 1945, celle fournie par une organisation intergouvernementale comprenant de nombreux pays membres, l'Institut international pour la démocratie et l'assistance électorale (en anglais International Institute for Democracy and Electoral Assistance, ou IDEA). Elle indique le nombre de votants, d'inscrits sur les listes électorales quand cela est possible, la population en âge de voter mais sans autre condition, et signale par oui ou par non si le pays a un vote obligatoire, sans davantage de précision.